# Podolie
Podolie és un poble i municipi d'Eslovàquia que es troba a la regió de Trenčín.

## Història
La primera menció escrita de la vila es remunta al 1332.

## Demografia
| Godina             | 1994 | 2004   | 2014   | 2024   |
| ------------------ | ---- | ------ | ------ | ------ |
| Nombre de persones | 2071 | 2056   | 1958   | 1923   |
| Diferència         |      | −0,72% | −4,76% | −1,78% |

| Godina             | 2023 | 2024   |
| ------------------ | ---- | ------ |
| Nombre de persones | 1892 | 1923   |
| Diferència         |      | +1,63% |